# Obiré
Obiré est une commune rurale située dans le département de Loropéni de la province du Poni dans la région Sud-Ouest au Burkina Faso.

## Géographie
Obiré se trouve à environ 9 km au nord-ouest du centre de Loropéni, le chef-lieu du département, et à 3 km au nord de la route nationale 11.

## Santé et éducation
Obiré accueille un centre de santé et de promotion sociale (CSPS) tandis que le centre médical se trouve à Kampti et que le centre hospitalier régional (CHR) de la province se trouve à Gaoua.